# Touba (underprefektur)
Touba är en underprefektur i Elfenbenskusten. Den ligger i departementet med samma namn, i den västra delen av landet, 300 km nordväst om huvudstaden Yamoussoukro.